# Europsko prvenstvo u plivanju u kratkim bazenima 2005.
Europsko prvenstvo u plivanju u kratkim bazenima 2005. održano je u talijanskom gradu Trstu od 8. do 11. prosinca. 

## Pojedinčana natjacanja

### Slobodni stil

#### 50 m slobodno
| Mjesto | Država                 | Plivač             | Vrijeme (s) |
| ------ | ---------------------- | ------------------ | ----------- |
| 1.     | Ujedinjeno Kraljevstvo | Mark Foster        | 00:21,27    |
| 2.     | Francuska              | Frédérick Bousquet | 00:21,47    |
| 3.     | Nizozemska             | Johan Kenkhuis     | 00:21,51    |

| Mjesto | Država     | Plivačica             | Vrijeme (s) |
| ------ | ---------- | --------------------- | ----------- |
| 1.     | Nizozemska | Marleen Veldhuis      | 00:24,32    |
| 2.     | Švedska    | Cristina Chiuso       | 00:24,37    |
| 3.     | Švedska    | Anna-Karin Kammerling | 00:24,52    |

#### 100 m slobodno
| Mjesto | Država   | Plivač          | Vrijeme (s) |
| ------ | -------- | --------------- | ----------- |
| 1.     | Italija  | Filippo Magnini | 00:46,52    |
| 2.     | Njemačka | Steffen Deibler | 00:47,43    |
| 3.     | Rusija   | Jewgeni Lagunow | 00:47,55    |

| Mjesto | Država     | Plivačica           | Vrijeme (s) |
| ------ | ---------- | ------------------- | ----------- |
| 1.     | Nizozemska | Marleen Veldhuis    | 00:52,84    |
| 2.     | Finska     | Hanna-Maria Seppälä | 00:53,36    |
| 3.     | Njemačka   | Petra Dallmann      | 00:53,56    |
| 3.     | Francuska  | Alena Popchanka     | 00:53,56    |

#### 200 m slobodno
| Mjesto | Država                 | Plivač                | Vrijeme  |
| ------ | ---------------------- | --------------------- | -------- |
| 1.     | Italija                | Filippo Magnini       | 01:42,89 |
| 2.     | Italija                | Massimiliano Rosolino | 01:43,32 |
| 3.     | Ujedinjeno Kraljevstvo | Ross Davenport        | 01:43,93 |

| Mjesto | Država  | Plivačica           | Vrijeme  |
| ------ | ------- | ------------------- | -------- |
| 1      | Švedska | Josefin Lillhage    | 01:55,54 |
| 1      | Italija | Federica Pellegrini | 01:55,54 |
| 3.     | Poljska | Paulina Barzycka    | 01:55,97 |

#### 400 m slobodno
| Mjesto | Država   | Plivač             | Vrijeme  |
| ------ | -------- | ------------------ | -------- |
| 1.     | Rusija   | Juri Prilukow      | 03:37,81 |
| 2.     | Poljska  | Paweł Korzeniowski | 03:38,20 |
| 3.     | Njemačka | Paul Biedermann    | 03:39,88 |

| Mjesto | Država                 | Plivačica           | Vrijeme  |
| ------ | ---------------------- | ------------------- | -------- |
| 1.     | Francuska              | Laure Manaudou      | 03:56,79 |
| 2.     | Ujedinjeno Kraljevstvo | Joanne Jackson      | 04:01,12 |
| 3.     | Italija                | Federica Pellegrini | 04:02,81 |

#### 1500 m + 800 m slobodno
| Mjesto | Država                 | Plivač              | Vrijeme  |
| ------ | ---------------------- | ------------------- | -------- |
| 1.     | Rusija                 | Juri Prilukow       | 14:27,12 |
| 2.     | Ujedinjeno Kraljevstvo | David Davies        | 14:35,94 |
| 3.     | Poljska                | Mateusz Sawrymowicz | 14:38,86 |

| Mjesto | Država    | Plivačica            | Vrijeme  |
| ------ | --------- | -------------------- | -------- |
| 1.     | Francuska | Laure Manaudou       | 08:11,25 |
| 2.     | Rusija    | Anastassija Iwanenko | 08:14,51 |
| 3.     | Švicarska | Flavia Rigamonti     | 08:20,32 |

### Leđni stil

#### 50 m leđno
| Mjesto | Država                 | Plivač              | Vrijeme (s) |
| ------ | ---------------------- | ------------------- | ----------- |
| 1.     | Njemačka               | Thomas Rupprath     | 00:23,57    |
| 2.     | Rusija                 | Arkadi Wjattschanin | 00:23,95    |
| 3.     | Ujedinjeno Kraljevstvo | Liam Tancock        | 00:24,06    |

| Mjesto | Država      | Plivačica             | Vrijeme (s) |
| ------ | ----------- | --------------------- | ----------- |
| 1.     | Danska      | Louise Ørnstedt       | 00:27,26    |
| 2.     | Njemačka    | Janine Pietsch        | 00:27,47    |
| 3.     | Bjelorusija | Alexandra Herasimenia | 00:27,59    |

#### 100 m leđno
| Mjesto | Država   | Plivač              | Vrijeme (s) |
| ------ | -------- | ------------------- | ----------- |
| 1.     | Mađarska | László Cseh         | 00:51,29    |
| 2.     | Rusija   | Arkadi Wjattschanin | 00:51,47    |
| 3.     | Njemačka | Thomas Rupprath     | 00:51,50    |

| Mjesto | Država    | Plivačica       | Vrijeme (s) |
| ------ | --------- | --------------- | ----------- |
| 1.     | Francuska | Laure Manaudou  | 00:58,12    |
| 2.     | Danska    | Louise Ørnstedt | 00:58,63    |
| 3.     | Njemačka  | Janine Pietsch  | 00:58,65    |

#### 200 m leđno
| Mjesto | Država   | Plivač              | Vrijeme  |
| ------ | -------- | ------------------- | -------- |
| 1.     | Austrija | Markus Rogan        | 01:50,43 |
| 2.     | Rusija   | Arkadi Wjattschanin | 01:50,77 |
| 3.     | Hrvatska | Gordan Kožulj       | 01:53,01 |

| Mjesto | Država   | Plivačica           | Vrijeme  |
| ------ | -------- | ------------------- | -------- |
| 1.     | Ukrajina | Irjna Amschennikowa | 02:05,12 |
| 2.     | Danska   | Louise Ørnstedt     | 02:06,44 |
| 3.     | Njemačka | Annika Liebs        | 02:06,73 |

### Prsni stil

#### 50 m prsno
| Mjesto | Država    | Plivač            | Vrijeme (s) |
| ------ | --------- | ----------------- | ----------- |
| 1.     | Ukrajina  | Oleh Lissohor     | 00:26,67    |
| 2.     | Italija   | Alessandro Terrin | 00:26,79    |
| 3.     | Slovenija | Matiaz Markič     | 00:27,08    |

| Mjesto | Država   | Plivačica         | Vrijeme (s) |
| ------ | -------- | ----------------- | ----------- |
| 1.     | Njemačka | Janne Schäfer     | 00:30,62    |
| 2.     | Poljska  | Beata Kaminska    | 00:30,71    |
| 3.     | Rusija   | Jelena Bogomasowa | 00:30,88    |

#### 100 m prsno
| Mjesto | Država   | Plivač            | Vrijeme (s) |
| ------ | -------- | ----------------- | ----------- |
| 1.     | Ukrajina | Oleh Lissohor     | 00:58,07    |
| 2.     | Grčka    | Romanos Alyfantis | 00:58,08    |
| 3.     | Ukrajina | Valeriy Dymo      | 00:58,60    |

| Mjesto | Država   | Plivačica         | Vrijeme (min) |
| ------ | -------- | ----------------- | ------------- |
| 1.     | Poljska  | Beata Kaminska    | 01:06,51      |
| 2.     | Rusija   | Jelena Bogomasowa | 01:06,89      |
| 3.     | Italija  | Chiara Boggiatto  | 01:06,98      |
| 3.     | Njemačka | Simone Weiler     | 01:06,98      |

#### 200 m prsno
| Mjesto | Država  | Plivač          | Vrijeme (min) |
| ------ | ------- | --------------- | ------------- |
| 1.     | Poljska | Sławomir Kuczko | 02:07,01      |
| 2.     | Rusija  | Grigori Falko   | 02:07,04      |
| 3.     | Italija | Paolo Bossini   | 02:07,70      |

| Mjesto | Država   | Plivačica        | Vrijeme (min) |
| ------ | -------- | ---------------- | ------------- |
| 1.     | Njemačka | Anne Poleska     | 02:23,06      |
| 2.     | Poljska  | Katarzyna Dulian | 02:23,24      |
| 3.     | Italija  | Chiara Boggiatto | 02:23,40      |

### Leptir stil

#### 50 m leptir
| Mjesto | Država                 | Plivač         | Vrijeme (s) |
| ------ | ---------------------- | -------------- | ----------- |
| 1.     | Švedska                | Lars Frölander | 00:23,08    |
| 2.     | Ujedinjeno Kraljevstvo | Mark Foster    | 00:23,12    |
| 3.     | Finska                 | Matti Rajakylä | 00:23,17    |

| Mjesto | Država     | Plivačica             | Vrijeme (s) |
| ------ | ---------- | --------------------- | ----------- |
| 1.     | Švedska    | Anna-Karin Kammerling | 00:26,05    |
| 2.     | Nizozemska | Inge Dekker           | 00:26,20    |
| 3.     | Austrija   | Fabienne Nadarajah    | 00:26,32    |

#### 100 m leptir
| Mjesto | Država    | Plivač               | Vrijeme (s) |
| ------ | --------- | -------------------- | ----------- |
| 1.     | Njemačka  | Thomas Rupprath      | 00:50,55    |
| 2.     | Rusija    | Jewgeni Korotyschkin | 00:51,32    |
| 3.     | Slovenija | Peter Mankoč         | 00:51,47    |

| Mjesto | Država    | Plivačica         | Vrijeme (s) |
| ------ | --------- | ----------------- | ----------- |
| 1.     | Slovačka  | Martina Moravcová | 00:58,19    |
| 2.     | Francuska | Alena Popchanka   | 00:58,27    |
| 3.     | Švedska   | Johanna Sjöberg   | 00:58,39    |

#### 200 m leptir
| Mjesto | Država   | Plivač             | Vrijeme (min) |
| ------ | -------- | ------------------ | ------------- |
| 1.     | Poljska  | Pawel Korzeniowski | 01:50,89      |
| 2.     | Njemačka | Helge Meeuw        | 01:52,49      |
| 3.     | Rusija   | Nikolai Skworzow   | 01:53,58      |

| Mjesto | Država    | Plivačica          | Vrijeme (min) |
| ------ | --------- | ------------------ | ------------- |
| 1.     | Mađarska  | Beatrix Boulsevicz | 02:06,62      |
| 2.     | Danska    | Mette Jacobsen     | 02:07,12      |
| 3.     | Francuska | Aurore Mongel      | 02:07,52      |

### Mješovito

#### 100 m mješovito
| Mjesto | Država    | Plivač              | Vrijeme (s) |
| ------ | --------- | ------------------- | ----------- |
| 1.     | Slovenija | Peter Mankoč        | 00:52,65    |
| 2.     | Ukrajina  | Oleh Lissohor       | 00:53,38    |
| 3.     | Litva     | Vytautas Janušaitis | 00:54,16    |

| Mjesto | Država     | Plivačica           | Vrijeme (min) |
| ------ | ---------- | ------------------- | ------------- |
| 1.     | Finska     | Hanna-Maria Seppälä | 01:00,71      |
| 2.     | Švedska    | Hanna Eriksson      | 01:01,18      |
| 3.     | Nizozemska | Hinkelien Schreuder | 01:01,21      |

#### 200 m mješovito
| Mjesto | Država   | Plivač              | Vrijeme (min) |
| ------ | -------- | ------------------- | ------------- |
| 1.     | Mađarska | László Cseh         | 01:53,46      |
| 2.     | Litva    | Vytautas Janušaitis | 01:55,52      |
| 3.     | Italija  | Alessio Boggiatto   | 01:56,11      |

| Mjesto | Država  | Plivačica            | Vrijeme (min) |
| ------ | ------- | -------------------- | ------------- |
| 1.     | Poljska | Katarzyna Baranowska | 02:10,25      |
| 2.     | Poljska | Aleksandra Urbańczyk | 02:11,11      |
| 3.     | Rusija  | Daria Beljakina      | 02:11,62      |

#### 400 m mješovito
| Mjesto | Država   | Plivač            | Vrijeme (min) |
| ------ | -------- | ----------------- | ------------- |
| 1.     | Mađarska | László Cseh       | 04:00,37      |
| 2.     | Italija  | Luca Marin        | 04:02,88      |
| 3.     | Italija  | Alessio Boggiatto | 04:06,38      |

| Mjesto | Država   | Plivačica            | Vrijeme (min) |
| ------ | -------- | -------------------- | ------------- |
| 1.     | Poljska  | Katarzyna Baranowska | 04:33,70      |
| 2.     | Rusija   | Anastassija Iwanenko | 04:35,27      |
| 3.     | Mađarska | Zsuzsanna Jakabos    | 04:35,68      |

## Štafetna natjecanja

### 4x50 m slobodno
| Mjesto | Država                 | Plivači                                                                  | Vrijeme (min) |
| ------ | ---------------------- | ------------------------------------------------------------------------ | ------------- |
| 1.     | Nizozemska             | - Mark Veens - Mitja Zastrow - Gijs Damen - Johan Kenkhuis               | 01:25,03      |
| 2.     | Francuska              | - Frederick Bousquet - Julien Sicot - Alain Bernard - Frédérick Bousquet | 01:25,40      |
| 3.     | Ujedinjeno Kraljevstvo | - Mark Foster - Liam Tancock - Christopher Cozens - Anthony Howard       | 01:25,85      |

| Mjesto | Država     | Plivačice                                                                        | Vrijeme (min) |
| ------ | ---------- | -------------------------------------------------------------------------------- | ------------- |
| 1.     | Nizozemska | - Hinkelien Schreuder - Inge Dekker - Chantal Groot - Marleen Veldhuis           | 01:36,27      |
| 2.     | Švedska    | - Johanna Sjöberg - Anna-Karin Kammerling - Josefin Lillhage - Therese Alshammar | 01:36,75      |
| 3.     | Njemačka   | - Dorothea Brandt - Daniela Samulski - Petra Dallmann - Daniela Götz             | 01:38,90      |

### 4x50 m mješovito
| Mjesto | Država                 | Plivači                                                                  | Vrijeme (min) |
| ------ | ---------------------- | ------------------------------------------------------------------------ | ------------- |
| 1.     | Njemačka               | - Thomas Rupprath - Mark Warnecke - Johannes Dietrich - Steffen Deibler  | 01:34,83      |
| 2.     | Ukrajina               | - Andrij Olejnjk - Oleh Lissohor - Serhij Breus - Vjatscheslaw Shyrschow | 01:34,91      |
| 3.     | Ujedinjeno Kraljevstvo | - Liam Tancock - Chris Cook - Matthew Clay - Mark Foster                 | 01:35,22      |

| Mjesto | Država     | Plivačice                                                                         | Vrijeme (min) |
| ------ | ---------- | --------------------------------------------------------------------------------- | ------------- |
| 1.     | Nizozemska | - Hinkelien Schreuder - Moniek Nijhuis - Inge Dekker - Marleen Veldhuis           | 01:47,44      |
| 2.     | Njemačka   | - Janine Pietsch - Janne Schäfer - Daniela Samulski - Dorothea Brandt             | 01:47,68      |
| 3.     | Švedska    | - Therese Alshammar - Rebecca Ejdervik - Anna-Karin Kammerling - Josefin Lillhage | 01:49,07      |

## Vanjske poveznice
- Rezultati na omegatiming.com